# Florian Silbereisen
Florian Silbereisen (Tiefenbach, 4 augustus 1981) is een Duits televisiepresentator en zanger die bekend is geworden met schlagermuziek. Hij begon al op jonge leeftijd in de muziek en presenteert sinds zijn tweeëntwintigste shows op de Duitse televisie. Sinds 2015 maakt hij samen met Christoff De Bolle en Jan Smit deel uit van het trio Klubbb3.

## Biografie
Silbereisen kreeg op zijn derde een Steirische Harmonika van zijn grootvader en kreeg op deze accordeon les sinds zijn vijfde. Een van zijn leraren was Hermann Huber, een Beierse muzikant die tweemaal wereldkampioen werd op de accordeon. Zijn eerste optredens gaf hij vanaf zijn zesde tijdens volksfeesten in het duo Lustige Almdudler.
Toen hij op zijn tiende zijn eerste single had uitgebracht als Florian mit der Steirischen Harmonika, viel hij onder de aandacht van de Karl Moik, een bekende televisiepresentator van schlagermuziek. Die liet hem nog hetzelfde jaar (1991) optreden in zijn show Wie die Alten sungen... en even later ook in Musikantenstadl.
In 2002 presenteerde hij voor de MDR voor het eerst een televisieshow, getiteld Mit Florian, Hut und Wanderstock. In dit programma werd hij gevolgd tijdens een wandeling over de Rennsteig. In 2004 werd hij met een leeftijd van 22 jaar de jongste showmaster van Duitsland toen hij de live-presentatie van de ARD-Samstagabendshow op zich nam. In dat jaar nam hij ook de presentatie van Feste der Volksmusik van Carmen Nebel over en toerde hij sindsdien regelmatig met dit programma door Duitsland en de landen eromheen.
Daarnaast heeft hij enkele malen geacteerd, zoals in de speelfilm König der Herzen (2005) en in de musical Elizabeth (2006). Verder is hij op maatschappelijk gebied actief, zoals in campagnes pro-Europa.
Sinds 2015 treedt hij op in het schlagertrio Klubbb3, samen met de Vlaamse zanger Christoff De Bolle en de Nederlander Jan Smit. Het debuutalbum Vorsicht unzensiert! bereikte de hitlijsten in vijf landen. De band werd op 10 januari 2016 onderscheiden met de smago! Award, een belangrijke prijs in Duitsland in de schlagermuziek. Op 7 januari 2017 werden ze onderscheiden met de prijs Die Eins der Besten in de categorie Band des Jahres. De prijs werd uitgereikt tijdens de ARD-televisieshow Schlager-Champions - Das große Fest der Besten. Begin 2017 kwamen ze met hun album Jetzt Geht's Richtig Los op nummer 1 binnen in Duitsland, op nummer 2 in Oostenrijk, nummer 3 in Zwitserland en nummer 6 in Vlaanderen. De Nederlandstalige single van KLUBBB3 Het Leven Danst Sirtaki, kwam na het optreden bij RTL Late Night, op nummer 1 in de Nederlandse Single Top 100.
Silbereisen had van 2008 tot 2018 een relatie met de Duitse zangeres Helene Fischer. Drie jaar eerder leerden ze elkaar kennen tijdens Fischers televisiedebuut waarin ze samen een duet vormden.

## Filmografie

### Als presentator
- 2002: Mit Florian Hut und Wanderstock (MDR)
- sinds 2004: Feste der Volksmusik
- sinds 2004: Das Adventsfest der 100.000 Lichter
- 2006: Am laufenden Band (Das Erste)

### Als acteur
- 2006: König der Herzen (Das Erste)
- 2017: Das Traumschiff: Tansania als scheepsofficier Florian Barner (ZDF)
- sinds 2019: Das Traumschiff als kapitein Max Parger (ZDF)
- 2019–2024: Kreuzfahrt ins Glück als kapitein Max Parger (ZDF)

## Engagement
Florian Silbereisen is sinds 2015 beschermheer van het Ronald McDonald Huis in Passau.
In januari 2024 nam Florian Silbereisen deel aan de in het tijdschrift Stern gepubliceerde oproep ter bestrijding van rechts-extremisme, die werd ondersteund door talrijke musici, acteurs en beroemdheden, waaronder Helene Fischer, Udo Lindenberg, Roland Kaiser, Collien Ulmen-Fernandes, Nelson Müller en Atze Schröder, naar aanleiding van de bijeenkomst van rechts-extremisten in Potsdam in 2023.

## Discografie

### Studioalbums
- 1993: I möcht mei Lebtag a Lausbua bleib’n
- 1994: Mein allerbester Freund ist die Ziehharmonika
- 1999: Links a Mad’l, rechts a Mad’l
- 2001: Keine Party ohne uns
- 2003: A bisserl was geht immer
- 2004: Aber i find’s guat
- 2004: Das kann nur Liebe sein
- 2008: Weiss-Blau klingt’s am schönsten
- 2020: Das Album (mit Thomas Anders)

### Singles
- 2018: Sie sagte doch sie liebt mich (Thomas Anders feat. Florian Silbereisen)
- 2019: Sie hat es wieder getan (met Thomas Anders)
- 2020: Versuch’s noch mal mit mir (met Thomas Anders)
- 2023: Wir tun es nochmal (met Thomas Anders)
- 2023: Alles wird gut (met Thomas Anders)

- Gemeinsame Normdatei: 134829352
- International Standard Name Identifier: 0000 0000 5795 6792
- MusicBrainz: f84e7bcf-0faf-43a3-a493-79ac0dfbb45e
- Virtual International Authority File: 79803707
- WorldCat: E39PBJvCRRqHKkvQRMXYBPhvHC